# Cantón de Villeneuve-l'Archevêque
El cantón de Villeneuve-l'Archevêque era una división administrativa francesa, que estaba situada en el departamento de Yonne y la región de Borgoña.

## Composición
El cantón estaba formado por diecisiete comunas:
- Bagneaux
- Chigy
- Courgenay
- Flacy
- Foissy-sur-Vanne
- Lailly
- La Postolle
- Les Clérimois
- Les Sièges
- Molinons
- Pont-sur-Vanne
- Saint-Maurice-aux-Riches-Hommes
- Theil-sur-Vanne
- Vareilles
- Villeneuve-l'Archevêque
- Villiers-Louis
- Voisines

## Supresión del cantón de Villeneuve-l'Archevêque
En aplicación del Decreto n.º 2014-156 de 13 de febrero de 2014, el cantón de Villeneuve-l'Archevêque fue suprimido el 22 de marzo de 2015 y sus 17 comunas pasaron a formar parte; dieciséis del nuevo cantón de Brienon-sur-Amançon y una del nuevo cantón de Thorigny-sur-Oreuse.